# Tété
Niang Mahmoud Tété (Dakar, Senegal, 25 de julio de 1975), conocido simplemente como Tété, es un cantautor franco-senegalés.
Tété nació en Senegal, hijo de madre martiniquense y padre senegalés. Con dos años de edad se trasladó con su familia a Burdeos. Tres años más tarde se trasladaron a Saint-Dizier, en el departamento de Alto Marne, en la región de Gran Este de Francia. Allí pasaría gran parte de su juventud.
Tété ha sido descrito como la versión francesa de Jeff Buckley. La música de Tété se puede describir como un estilo musical íntimo de guitarra clásica solista. Se define a sí mismo como un "trovador y fabricante de canciones pop-folk-blues con pretensiones intelectuales". Su música combina influencias de artistas como Delta blues, Lenny Kravitz, The Beatles y Bob Dylan.

## Discografía

### Álbumes de estudio
| Año  | Álbum                                                | Posiciones en listas musicales | Posiciones en listas musicales |
| Año  | Álbum                                                | FRA                            | BEL (Val.)                     |
| ---- | ---------------------------------------------------- | ------------------------------ | ------------------------------ |
| 2000 | Préambule                                            | —                              | —                              |
| 2001 | L'Air de rien                                        | 39                             | —                              |
| 2003 | À la faveur de l'automne                             | 16                             | 81                             |
| 2006 | Le sacre des lemmings et autres contes de la lisière | 5                              | 68                             |
| 2010 | Le premier clair de l'aube                           | 11                             | 93                             |
| 2013 | Nu là-bas                                            | 24                             | —                              |
| 2016 | Les chroniques de Pierrot Lunaire                    | 33                             | 187                            |
| 2019 | Fauthentique                                         | 80                             | —                              |

### Álbumes en vivo
| Año  | Álbum                | Posiciones en listas musicales |
| Año  | Álbum                | FRA                            |
| ---- | -------------------- | ------------------------------ |
| 2003 | Par monts et vallons | 78                             |

### Álbumes compilatorios
| Año  | Álbum                                | Posiciones en listas musicales |
| Año  | Álbum                                | FR                             |
| ---- | ------------------------------------ | ------------------------------ |
| 2006 | Putain de toi: Un hommage à Brassens | —                              |
| 2008 | Night in France                      | —                              |